# Volker Kugel
Volker Kugel (* 20. Februar 1959 in Calw) ist ein deutscher Gärtner und Moderator.

## Leben
Volker Kugel absolvierte direkt nach der Schule eine Gärtnerlehre mit Fachrichtung Baumschule. Nach einigen Praxisjahren in einer Baumschule bildete sich Kugel mit einem Gartenbaustudium an der Fachhochschule Weihenstephan weiter. Nach zweijähriger Tätigkeit im Gartencenterbereich widmete er sich acht Jahre lang der Organisation von Landesgartenschauen in Baden-Württemberg. Von November 1997 bis Oktober 2022 war Kugel Direktor des Blühenden Barocks in Ludwigsburg. Er ist damit der am längsten amtierende Direktor der Dauergartenschau, selbst vor dem Gründer der Ausstellung, Albert Schöchle. Von 1999 bis 2017 war er als Moderator der Gartensendung Grünzeug im SWR Fernsehen zu sehen. Im Jahr 2007 wurde das Buch Gießbert und der Pflanzenretter veröffentlicht, das er zusammen mit dem 2007 verstorbenen SWR4-Programmchef Martin Born verfasst hat. Seit 2018 ist er auf www.grünzeug.tv mit seinen Gartentipps zu sehen.

## Werke
- Martin Born, Volker Kugel: Gießbert und der Pflanzenretter. Silberburg-Verlag, 2007, ISBN 978-3-87407-730-9.